# Boros Zoltán (rendező)
Boros Zoltán (Gyanta, 1939. július 29. –) filmrendező, zeneszerző, televíziós szerkesztő, B. Nagy Veronika férje.

## Tanulmányok
A nagyváradi Klasszikus Magyar Vegyes Líceumban érettségizett (1955), majd a kolozsvári Bolyai Tudományegyetem Filológia fakultásán magyar szakot végzett. Utána a kolozsvári Zeneakadémia tanár és karmester szakára járt (1967).

## Életút
1969-1971 között az Nagyváradi Állami Színház karmestereként a szórakoztató zenés előadásokat mellett számos drámai előadásnak komponált kísérőzenét. 1971-ben, a kevéssel azelőtt (1969-ben) megalakult országos magyar nyelvű televízió műsor szerkesztőségéhez szerződött. Eleinte zenei műsorokat készített, a hetvenes évek közepétől pedig több műfajú 70-90 perces nyilvános adásokat, amelyekben a hely- és a kultúrtörténeti jelleg uralkodott, sok zenével.
Ezek az adások metakommunikációs eszközökkel bátorító, megmaradásra ösztönző, az összetartozás érzését erősítő üzenetet juttattak el a romániai magyar nézőkhöz. A Mondod-e még című másfél órás színes filmben (szövegkönyv, zenei  összeállítás) a nagyenyedi Bethlen Gábor Kollégium történetét elevenítette fel, Sütő András narrátori közreműködésével. Mikor a magyar nyelvű televízió műsort 1985-ben megszüntették, zenei rendezőként működött tovább az intézményen belül. 1984-91 között rendszeresen koncertezett és lemez-felvételeket készített jazz-együttesével.
1989. december 22-én a tömeggel együtt a Román Televízióhoz ment, az elsők között szólalt meg magyarul a „Szabad Román Televízió” képernyőjén és részt vett a forradalmat közvetítő négyes Stúdió munkájában. 1990 januárjában néhány régi munkatárssal és fiatal értelmiségiekkel újraindította a Román Televízió magyar nyelvű adását, kollégái megválasztották főszerkesztőnek. Irányítása alatt a magyar adás az új helyzetben nem a burkolt, hanem a szókimondó, világos megfogalmazást választotta.
Az erdélyi magyar politikai élet rétegződése után pedig nemcsak az RMDSZ, hanem minden számottevő vélemény megszólalt a képernyőn. Szókimondásáért gyakran érték támadások a hatalom részéről. Főszerkesztősége alatt megfogalmazott stratégiai alapelvek szerint a megnövekedett média-kínálat körülményei között az adás identitását nem a formák világában, hanem a sajátos gondolatiságban kereste, a romániai magyar nemzeti közösség szolgálatának, mint alapelvnek, az érvényesítésében. Követendő értékrendnek, életmodellnek az általánosan elfogadott keresztény erkölcsi normákat tartották. Célközönségnek nemcsak a magyarokat tekintették, hanem általában a magyarul beszélőket és a románul értőket (feliratok).
A délutáni magyar adást nagyon sok román is nézte, nézettségi mutatói a román forradalom utáni években megközelítették az esti híradóét. A  Román Televízió Társaság Magyar szerkesztősége 2001-ben megkapta a Magyar Köztársaság Kisebbségekért-díját. Nyugdíjazása után (2002) dokumentumfilmeket készített a Román Televízió magyar adása, a Duna Televízió és a Magyar Televízió részére. újból fellépett jazz muzsikusként (zongora) és az Erdélyi Magyar Nemzeti Tanács médiapolitikai alelnökeként tevékenykedett. 2010-ben "a romániai magyar közösségnek a médiában való érdekképviseletéért" megkapta a Magyar Köztársasági érdemrend tisztikeresztjét.

## Médiapolitikai tevékenység
A Magyar Újságírók Romániai Egyesülete audiovizuális alelnökekét és az Erdélyi Magyar Nemzeti Tanács alelnökeként arra törekedett, hogy az írott és az elektronikus sajtó egyenrangú képviseletet nyerjen, a Kárpát-medencében működő, magyar nyelvű műsorokat szóró rádiók és televíziók között természetes partneri kapcsolat alakuljon ki, a magyar nyelvű média képezzen szellemi hidat a régióban különböző államokban élő magyarok között. Tanulmányai:  Összefüggő magyar nyelvű elektronikus média, Interaktív magyar nyelvű regionális televízió, Magyar média-galaxis, Médiapolitika - a magyar nemzetpolitika része, stb.

## Fontosabb dokumentumfilmek
- Muzsikáló város

Boros Zoltán szerzeményeit Csíky Ibolya énekli. Operatőr Emil Lungu (25')
- Metropol story

Egy erdélyi rock-együttes Ceausescu Romániájában. Operatőr Emil Lungu (60')
- Mondod-e még?

A nagyaenyedi Bethlen Gábor Kollégium megelevenített története. Operatőr Adelman Alfred (90')  
- Fekete vasárnap[2]

A gyantai magyar lakosok elleni második világháború utáni atrocitásokról. Operatőr Xantus Gábor (27') 
- Magyarok a Balkán kapujában

A bukaresti magyarság az idő sodrában. Operatőr Sánta Ádám (60') 
- A 7EK[3]

Megtorlások 1958-ban a kolozsvári Bolyai egyetemen. Operatőr Kötő Zsolt, Sánta Ádám. (47') 
- Égig érhetne az ének[4]

A Metropol együttes története. Operatőr Kötő Zsolt, Schneider Tibor (50')
- Születésnap

Portré a kilencvenéves Szatmáry Ferencről. Operatőr Schneider Tibor (27)
- A félelem nevében[5]

Megtorlások 1958-ban a marosvásárhelyi Orvosi és Gyógyszerészeti Egyetemen. Operatőr Kötő Zsolt, Marosi Géza (52') 
- Az átnevelés poklában[6]

Pitesti, Szamosújvár 1949-51, operatőr Kötő Zsolt, Sánta Ádám, Berszán György (83')
- Elfelejtett értékeink - a kolozsvári HITEL[7]

A HITEL folyóirat és köre, 1935-1944(34')
- Nyugatosok A Holnap városában[8]

Két emlékezetes irodalmi mozgalom, a Nyugat és A Holnap találkozója Nagyváradon, 1909-ben. Operatőr Kötő Zsolt. (50')

## Tv-műsorok
- Zenés Karaván (1973-1978);[9]
- Klubdélután (1978-1980)
- Fórum (1990-1999)
- Hinta (1999-2000)

## Lemez
- Lépések a végtelenbe (Pasi spre infinit, jazz, 1988)

## Könyv
- Énekben hallottam, régi magyar világi énekek (1981)
- Énekben hallottam... Régi magyar világi énekek; vál., előszó, jegyz. Boros Zoltán; 2. jav. kiad.; Kriterion, Kolozsvár, 2012

## Zeneművek

### Jazz
Első felvételek a Román Televíziónál a kolozsvári Egyetemiek Háza Jazz-kvartettjével. 1969-ben a szaxofonos Tripa Jánossal részt vesz az első romániai dzsesszfesztiválon, Ploiestiben. 1984-től rendszeresen szerepel a romániai dzsesszfesztiválokon. Saját műveinek albuma a „Pași spre infinit”, vokális műveit Aura Urziceanu és Anca Parghel adták elő. A romániai jazz jeles képviselőivel játszik, mint például Bebe Prisada, Peter Wertheimer, Virgil Popovici (szaxofon), Alin Constanțiu (klarinét), Ovidiu Bădilă, Wolfgang Güttler (nagybőgő), Decebal Bădilă, Ovidiu Romanu, Marosi Mihály (basszusgitár), Gabriel Teodorescu, Mihai Farcaș, Pompiliu Hațeganu (dob) és az 5T vokál.
Jazz szerzemények: Preludium (1967), A kagyló (Marin Sorescu versére, 1970), Dacă vrea (szöveg Luminița Coler, 1974), Ősz az én városomban (1974), Annak, aki elmegy (Ion Minulescu verse, 1974), Szeben Blues (1976); Fantázia F-ben (Inflexiuni în FA, 1984); Szeszélyes tavasz (Primavara capricioasa, (1984); Gondolatom (Un gând, 1985) Az a nap (Ziua aceea, 1986), Várakozás (Așteptarea, 1987), Lépések a végtelenbe (Pași spre infinit, 1987), Alternatívák, jazz szvit (Alternative, 1989).

### Filmzene
Fekete vasárnap, A 7EK, Születésnap, Az átnevelés poklában (rendező B. Z.), Tóparti látomás (rendező-operatőr Xantus Gábor), Kövek és emlékek pásztora (rendező B. Nagy Veronika), Zsoltár Fehérvízen (rend. B. Nagy Veronika), 56-osok (szerkesztő Tófalvy Zoltán), A kisebbség kisebbsége (rend. B. Nagy Veronika), A marosszentimrei templomban

### Színházi kísérőzene
Radu Stanca: Critis (1969), Alexandru Kirițescu: Michelangelo (1969), Tabéry Géza: Álomhajó (1970), W. Shakespeare: Szeget szeggel, (1971), Berthold Brecht: Galy Gay (1971), Székely János: Irgalmas hazugság (1979).

### Könnyűzene
- Szél hozott, szél visz el (Szabó Lőrinc)
- Régi nóta (Reményik Sándor)
- Jó lett volna (Halasi Gyula)
- Szerelem (Hervay Gizella)
- A vén ligetben
- Az éjen át
- Hajnali bár
- Hattyúdal (Tabéry Géza)
- Abból indultam ki (Márki Zoltán)
- Cum e în soare - Soha (Luminita Coler, Kacsó Márta)
- Simogatás - Răspunsul tăcerii (Farkas Árpád, Flavia Buref)
- Noé bárkája felé (Kányádi Sándor).[12]
- Mama (József Attila)
- Volna még (Kányádi Sándor)
- Scrisori (Iustina Dan)
- Tu ești (Gheorghe I. Marian)
- Amintirea vacanții (Eugen Dumitru)
- Noi doi (Dumitru Popescu-Chiselet)
- Azi te-am revăzut (Dumitru Popescu-Chiselet)
- Un colț de cer (Gheorghe E. Marian)
- Dacă totuși vei pleca (Dumitru Popescu-Chiselet)
- Adevărul florilor (Dumitru Popescu-Chiselet)
- Alinare (Eugen Dumitru)
- Vonatfülkében élünk majd mi is (Markó Béla).

## Cikkek
A Hét, Secolul XX, Művelődés, Utunk, Romániai Magyar Szó, Erdélyi Napló, Magyar Nemzet, Népszabadság című lapokban.

## Fontosabb díjak
- A legjobb szerzemény (Romániai Zeneszerzők Szövetsége, 1989)
- Arany pillangó (1996)
- A Magyar Televízió nívódíja (1999)
- Janovics Jenő-díj (2000)[13]
- Kisebbségekért Díj (2001)
- Pro Partium díj (2002)
- Varadinum (2009)
- A Magyar Köztársasági Érdemrend tisztikeresztje (2010)